# Goniomitrium acuminatum
Goniomitrium acuminatum är en bladmossart som beskrevs av W. J. Hooker och William M. Wilson 1846. Goniomitrium acuminatum ingår i släktet Goniomitrium och familjen Funariaceae. Inga underarter finns listade i Catalogue of Life.